# Царандой
Царандой (пушту څارندوی‎ — защитник) — Министерство внутренних дел Демократической Республики Афганистан, существовавшее в период с 1978 по 1992 год.

## История
После Апрельской революции в Афганистане в августе 1978 года было создано Министерство внутренних дел, получившее название Царандой. Данный орган государственного управления создавался на основе существовавших ранее полиции и жандармерии.
Основными функциями ведомства являлись:
- борьба с контрреволюционными элементами;
- участие в мероприятиях по расширению и укреплению государственной власти;
- обеспечение безопасности государственных и партийных органов;
- охрана важных объектов и учреждений.

Численность сотрудников всех служб и подразделений Царандоя к весне 1979 года составляла около 8500 человек. К 1981 году численность достигла 30 000 человек, К 1986 году она достигла 92 000 человек (включая формирования, являвшиеся аналогом жандармерии).
Основную работу по повышению профессиональной квалификации и политической подготовки сотрудников Царандоя на себя взяло Правительство СССР.
Так, в период с 1978 по 1986 год в учебных заведениях МВД СССР прошло обучение или профессиональную подготовку 12 000 сотрудников Царандоя. К середине 1986 года среди личного состава Царандоя было 26 000 членов Народно-демократической партии Афганистана (НДПА) и приблизительно такое же количество членов Демократической организации молодёжи Афганистана (ДОМА). При этом штатная численность (требуемая) сотрудников Царандоя оценивалась 130 000 человек.
Сам процесс формирования Царандоя и его функционирования все годы существования ДРА также находился под контролем МВД СССР. Советники из числа офицеров Советской милиции помогали сотрудникам Царандоя в организационных вопросах и вопросах подготовки личного состава непосредственно как в  провинциях, так и на всех уровнях управления Царандоя. В период Афганской войны 1979-1989 годов МВД СССР отправил советниками в Царандой 3900 сотрудников советской милиции (в этой работе, в частности, принимал участие отряд «Кобальт»).

## Структура Царандоя

### Высшее звено управления
Состав центрального органа управления Царандоя:
- министр
- четыре заместителя министра, одновременно возглавлявшие следующие Главные управления:
  - Главное управление защиты Революции;
  - Инспекторское управление;
  - Управление делами и шифровальный отдел;
  - Управление кадров.
- Остальные управления:
  - Политическое управление;
  - Отдел обороны и юстиции;
  - Управление охраны общественного порядка;
  - Управление уголовного розыска;
  - Управление исправительно-трудовых учреждений;
  - Управление государственной автоинспекции;
  - Управление тыла.

### Провинциальные структуры
Во всех провинциях ДРА имелось провинциальное управление Царандоя. Штатная численность колебалась в пределах от 1200 до 3000 человек.
  
В некоторых провинциях и крупных городах имелись районные отделы царандоя со штатом сотрудников от 160 до 190 человек.

Структура провинциального управления Царандоя:
- Политический отдел:
- Отдел безопасности;
- Отдел уголовного розыска;
- Специальный отдел;
- Следственно-криминалистический отдел;
- Паспортное отделение;
- Отдел по борьбе с контрабандой и наркотиками;
- Отдел преследования;
- Пятый отдел;
- Отдел охраны общественного порядка;
- Отдел ГАИ;
- Тыловая служба;
- Паспортное отделение;
- Отделение учётно-регистрационной работы.

Для исполнения наказаний в каждой провинции имелась тюрьма.

По своей структуре Царандой был полностью скопирован с советской милиции:

…Царандой, как структура афганского МВД, была выстроена по советской модели. Всё было воссоздано, вплоть до дежурной части, с её десятками лет отработанными приёмами анализа и распространения информации, установившимися средствами связи и оповещения, подробной документацией всего процесса…— А. Н. Куликов. Советник Царандоя 1981-83 в провинции Фарьяб

### Воинские формирования Царандоя
В структуре Царандоя имелись формирования аналогичные жандармерии.

По утверждению британского журналиста Марка Урбана, к 1985 году в системе Царандоя было 20 оперативных и горных батальонов. Также, по его утверждению, ещё четыре бригады (или полка) Царандоя были дислоцированы в провинциях Бадахшан, Парван, Баглан и Кандагар. Непосредственно в Кабуле обеспечивали безопасность два полка Царандоя.
По мнению других западных экспертов, численность формирований Царандоя достигала 115 000 человек, что практически было соизмеримо с правительственными войсками, в которых состояло на службе 160 000.

## Участие Царандоя в боевых действиях
Весь период Афганской войны и Гражданской войны в Афганистане с 1979 по 1992 год формирования Царандоя участвовали в боевых действиях совместно с правительственными войсками ВС ДРА, советскими войсками, а также в самостоятельных боевых действиях против формирований афганских моджахедов.